# Ярково (Куйбышевский район)
Ярково — деревня в Куйбышевском районе Новосибирской области. Входит в состав Верх-Ичинского сельсовета.

## География
Площадь деревни — 23 гектара.

## Население
| 2002 | 2007 | 2010 |
| ---- | ---- | ---- |
| 96   | ↗97  | ↘53  |

## Инфраструктура
В деревне по данным на 2007 год функционируют 1 учреждение здравоохранения и 1 учреждение образования.